# دهستان مچان
دهستان مچان در بخش کیشکور شهرستان سرباز استان سیستان و بلوچستان در تاریخ ۱۳ آذر ۹۸ توسط هیئت دولت ایجاد گردید.